# Abbaye de la Valroy
L’abbaye de la Valroy est une ancienne abbaye cistercienne située sur l'actuelle commune de Saint-Quentin-le-Petit, dans les Ardennes. Elle fut fondée au XIIe siècle par les moines de l’abbaye Notre-Dame d'Igny et détruite à la Révolution.

## Histoire
L'abbaye est fondée en 1147,, 1148 ou 1150, ; sa fondation est le fait du comte de Roucy, Hugues Ier.
Le premier abbé de la Valroy se nomme Adam et vient, suivant la tradition cistercienne, avec douze moines de l'abbaye d'Igny. En 1209, l'église est consacrée.
Le monastère est entièrement reconstruit en 1423.
L'abbaye tombe en commende en 1580. Le premier abbé commendataire en est Charles de Roucy ; il rebâtit l'église abbatiale. À la fin du XVIIIe siècle, l'abbé commendataire fait rebâtir l'abbaye mais en détruisant cette dernière abbatiale.
Le 13 février 1790, l'Assemblée constituante prononce l'abolition des vœux monastiques et la suppression des congrégations religieuses. L'abbaye est fermée. Les moines quittent leur couvent. L'abbaye est vendue comme bien national, puis détruite.
Les fondations en sont redécouvertes durant la Première Guerre mondiale, à la suite d'un bombardement qui les met en évidence.

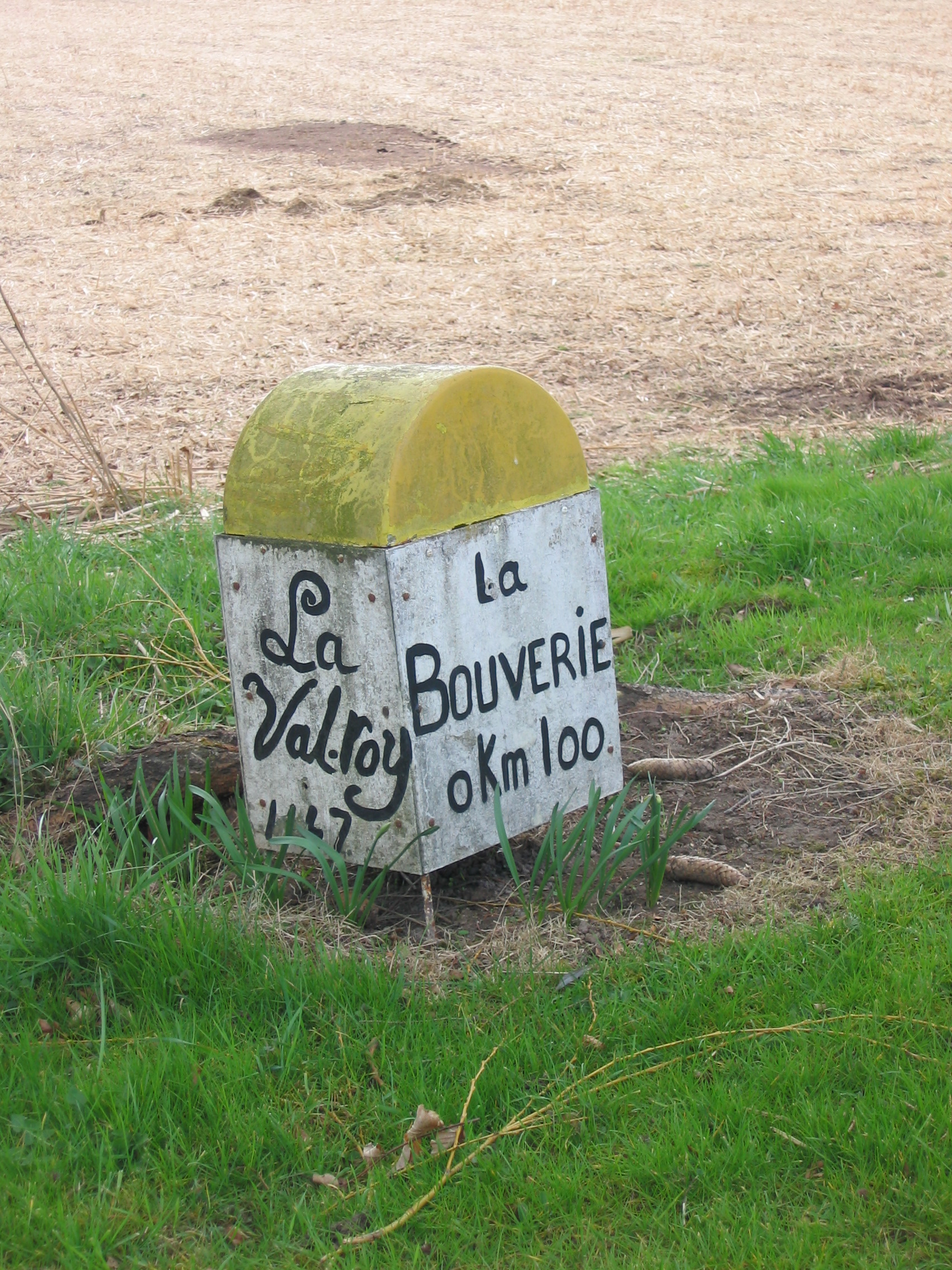
Le lieu-dit.
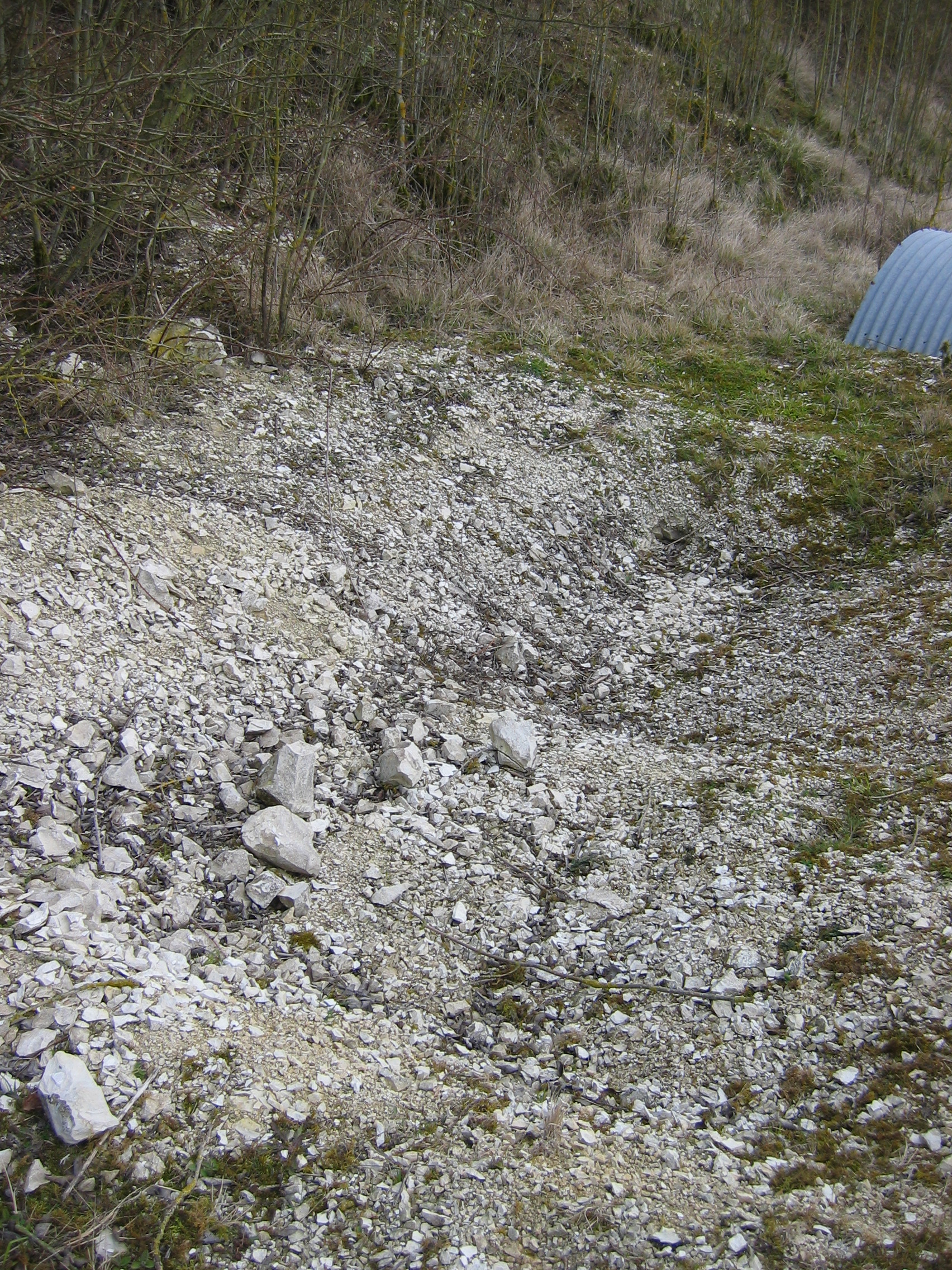
Fondations.
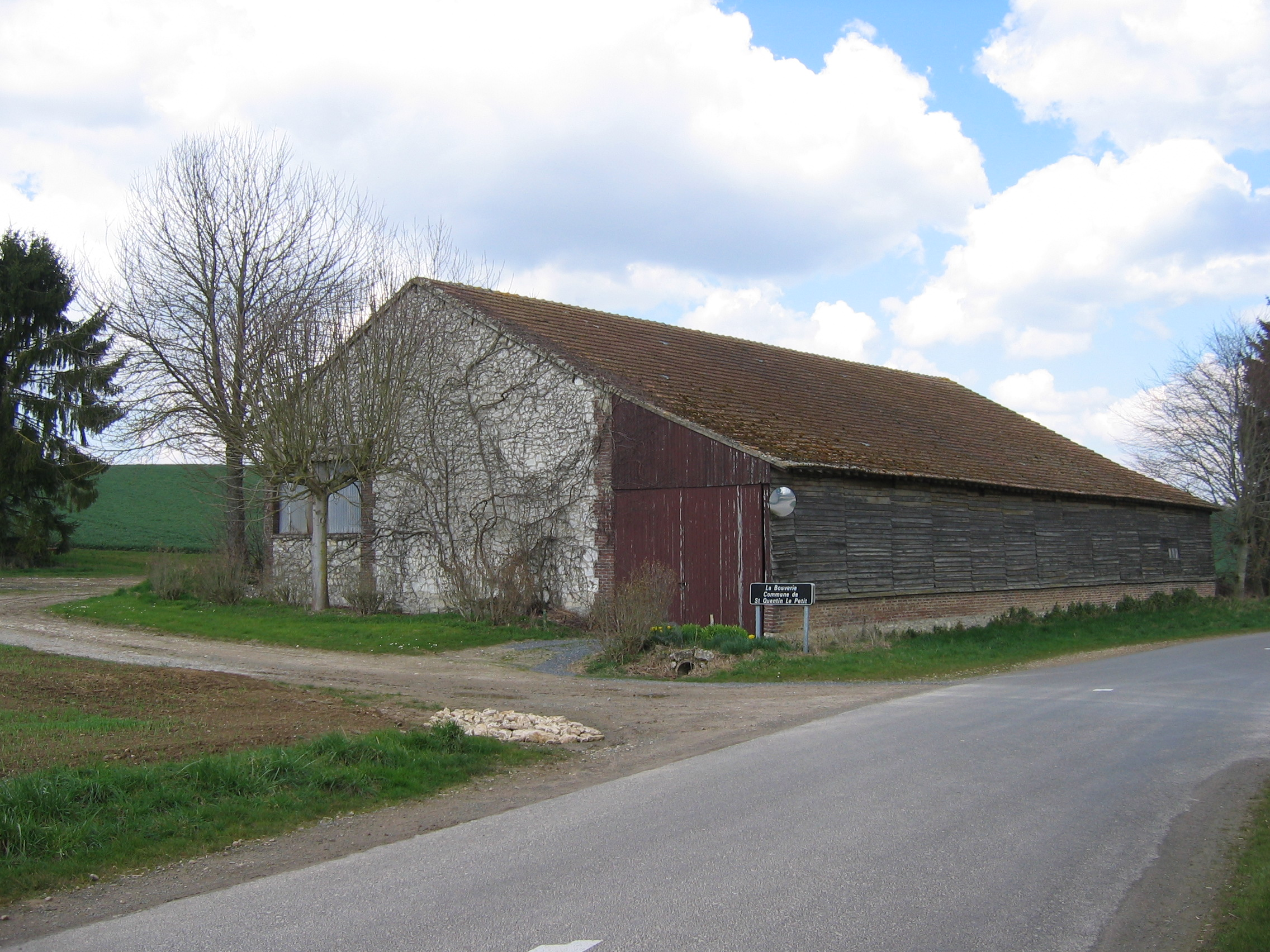
La bouverie.

## Filiation et dépendances
La Valroy est fille de l'Abbaye Notre-Dame d'Igny

## Abbés
D'après Gallia Christiana, tome IX.

### Abbés réguliers
- ~1147 : Adam, premier abbé, venant d'Igny.
- 1159-1161 : Robert I
- ~1164 : Bx Pierre le Borgne, surnommé Monoculus (†1189), ascète thaumaturge, prieur d'Igny, abbé de La Valroy, puis abbé d'Igny en 1169, élu abbé de Clairvaux en 1179.
- ~1183 : Julien
- ~1188 : Walter
- ~1189 : Adam
- ~1201 : Nicolas I
- 1202-1213 : Guillaume II
- Robert II (†1223)
- Guillaume II (†1254)
- ~1255 :Henri
- ~1266-1274 :Pierre II
- ~1254-1293 :Alard (†1283 ou 1293)
- Nicolas II (†1307)
- ~ 1315 : Jean I
- Etienne (†1348)
- Gérard (†1367)
- Jean de Poili (†1393)
- ~1399 : Thomas I
- Jean de Dougny (†1402)
- Thomas de Mouci ou Thomas I (†1419)
- Hugues (†1426)
- Jean de Rosoy (†1429)
- 1430-1452 : Nicolas III (†1452), moine d'Élan
- Pierre III (†1460)
- ~1470 : Humbert de Monterome
- 1470-1482 : Pierre IV (†1482), moine de Loos
- Jean V (†1490)
- Nicolas Boutri, moine et économe d'Ourscamp
- Pierre le Grand (†1512)
- Pierre Poulet (†1540), dernier abbé régulier.

### Abbés commendataires
À partir du Concordat de Bologne, commence la série des abbés commendataires et seigneurs temporels :
- 1540-1585 : Charles de Roucy (†1585), évêque de Soissons.
- 1586 : Pierre Frizon (†1651), pénitencier et doyen des chanoines de Notre-Dame de Reims, vicaire général de la Grande Aumônerie de France, docteur en théologie en 1623.
- Philippe Juvénal des Ursins, fils de Christophe Juvénal des Ursins, avait résigné l'abbaye en faveur de Jean de Maitty, chanoine de l'église de Reims; mais celui-ci céda ses droits au suivant.
- François Brulart (†1630), frère de Nicolas Brulart de Sillery, archidiacre de Reims, aumônier de Henri IV, fondateur du collège des Jésuites de Reims[10], abbé de la Valroy et de Chartreuve.
- 1624 : François Cauchon (†1634), neveu du précédent, prévôt de Notre Dame de Reims, prieur de Senuc, abbé de la Valroy.
- 1629 : Armand Jean du Plessis de Richelieu, Cardinal de Richelieu (1585-1642)
- 1640 : Henri de Mesmes I (†1658)
- Claude de Mesmes (†1671 ou 1681),  frère du précédent, chevalier de Malte, abbé de la Valroy et de Hambye
- 1681-1720 : Henri de Mesmes II (°1666-†1721), neveu du précédent, licencié de Sorbonne, abbé de la Valroy, de Hambye, prieur de Saint-Denis de L’Estrée et de Saint-Pierre d'Abbeville[11].
- 1720-1741 : Jean-Jacques de Mesmes (1675-1741), bailli grand-croix et ambassadeur de l’Ordre de Malte en France (1715), commandeur des commanderies de Boncourt, Sommereux et Haute-Avesnes, abbé de la Valroy[12], prieur de Saint-Denis de L’Estrée (1721), grand prieur d’Auvergne.
- de Chemillard, vicaire-général de l'evêque d'Evreux, ayant résigné l'abbaye de Saint-Sever.

## Prieurs
Le prieur est le moine choisi par l'abbé pour le seconder : on parle alors de prieur claustral, ou de grand-vicaire, numéro deux d'une abbaye. Le prieur, depuis la mise en commende, est le véritable chef du monastère :
- 1744 : Pierre Jacquinot, prieur, Dada, sous-prieur et procureur[13].